# Colos
Colos est une paroisse civile portugaise (en portugais : freguesia) de la municipalité d'Odemira dans le district de Beja.

## Démographie
Lors du recensement de 2021, Colos compte 820 habitants.